# Liste der brasilianischen Botschafter in Mauretanien
Die Botschaft befindet sich in Avenue Moktar Ould Daddah RE nº 502 in Nouakchott.

## Geschichte
Die Regierung von Juscelino Kubitschek erkannte die Unabhängigkeit der Regierung von Moktar Ould Daddah am 28. November 1960 an. Die beiden Regierungen nahmen 1961 diplomatische Beziehungen auf. Bis 5. Juli 2010 war die Residenz des Botschafters in Mauretanien regelmäßig in Dakar.
| Ernannt       | Name                                     | Bemerkungen | Mensagem Senado Federal | im Senat des Nationalkongress vorgestellt am | ernannt von               | akkreditiert während der Regierung von | Posten verlassen |
| ------------- | ---------------------------------------- | --- | ----------------------- | -------------------------------------------- | ------------------------- | -------------------------------------- | ---------------- |
| 12. Juli 1967 | Raul Henrique Castro e Silva de Vincenzi | Amtssitz in Dakar |                         |                                              | Artur da Costa e Silva    | Moktar Ould Daddah                     |                  |
| 16. Okt. 1992 | Felix Baptista de Faria                  | Amtssitz in Dakar | MSF 246 de 1992         |                                              | Itamar Franco             | Sidi Mohamed Ould Boubacar             |                  |
| 28. Feb. 2000 | Ricardo Carvalho do Nascimento Borges    | Amtssitz in Dakar | MSF 225 de 1999         | 9. Feb. 2000                                 | Fernando Henrique Cardoso | Cheikh El Avia Ould Mohamed Khouna     |                  |
| 18. Jan. 2007 | Katia Godinho Gilaberte                  | (* 3. November 1954 in Rio de Janeiro) Tochter von Terezinha Godinho Gilaberte und Sylvio Gilaberte. Amtssitz in Dakar                                                  | MSF 207 de 2006         | 20. Dez. 2006                                | Luiz Inácio Lula da Silva | Zeine Ould Zeidane                     |                  |
| 12. Mai 2010  | Flávio Hugo Lima Rocha Junior            | (* 30. Januar 1962 in Recife) Sohn von Nair Souza Lima Rocha und Flavio Hugo Lima da Rocha. 2002: Geschäftsträger in Algier, am 5. Juli 2010 in Nouakchott akkreditiert | MSF 208 de 2009         | 10. März 2010                                | Luiz Inácio Lula da Silva | Moulaye Ould Mohamed Laghdhaf          | 2015             |